# Сан Винченцо д'Елба (Гросето)
Сан Винченцо д'Елба је насеље у Италији у округу Гросето, региону Тоскана.
Према процени из 2011. у насељу је живело 46 становника. Насеље се налази на надморској висини од 2 м.